# Miss Arkansas USA
Miss Arkansas USA é a etapa estadual que leva a melhor e mais capacitada candidata do Arkansas ao título nacional de Miss USA. A organização do evento na região fica por conta da empresa Vanbros & Associations Inc. O Arkansas não tem muito histórico de colocações entre as semifinalistas e finalistas da etapa nacional, porém já conquistou um título. Em 1982, Terri Utley levou o nome de sua cidade, estado e país em busca do título de Miss Universo 1982 e acabou ficando em 5º. Lugar. A última vez que o Estado se classificou foi em 2016. 

## Sumário de Resultados

### Classificações
| Posição         | Performance |
| Miss USA        | 1           |
| 2º. Lugar       | 1           |
| 3º. Lugar       | 1           |
| 4º. Lugar       |             |
| 5º. Lugar       |             |
| Semifinalista   | 10          |
| Total           | 13          |
| Ranking Oficial | 24º         |

### Premiações Especiais
- Miss Simpatia: Jennifer Sherrill (2004)

## Vencedoras

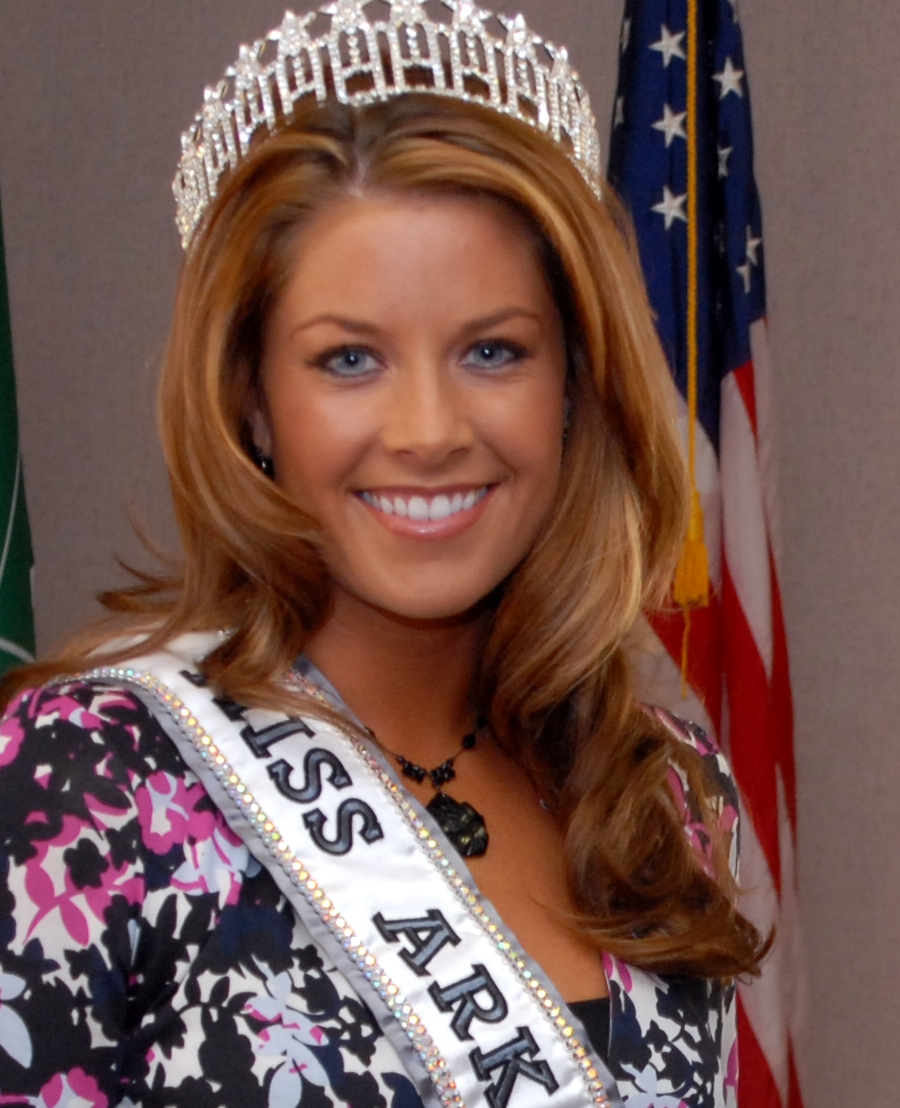
Na foto, Kelly George, a Miss Arkansas USA de 2007.
| Ano  | Representante        | Cidade            | Colocação              | Miss Universo |
| 2020 | Haley Pontius        | Benton            |                        |               |
| 2019 | Savannah Skidmore    | Calico Rock       | Finalista (Top 05)     |               |
| 2018 | Lauren Weaver        | Greenwood         |                        |               |
| 2017 | Arynn Johnson        | Hot Springs       |                        |               |
| 2016 | Abby Floyd           | Searcy            | Semifinalista (Top 10) |               |
| 2015 | Leah Blefko          | Fayetteville      |                        |               |
| 2014 | Helen Wisner         | Fayetteville      |                        |               |
| 2013 | Hannah Billingsley   | Franklin          |                        |               |
| 2012 | Kelsey Dow           | Jonesboro         | Semifinalista (Top 16) |               |
| 2011 | Lakynn McBride       | Little Rock       |                        |               |
| 2010 | Adrielle Churchill   | Dover             | Semifinalista (Top 15) |               |
| 2009 | Chanley Painter      | Conway            | Semifinalista (Top 10) |               |
| 2008 | Rachel Howells       | Alma              |                        |               |
| 2007 | Kelly George         | Sherwood          |                        |               |
| 2006 | Kimberly Forsyth     | Cabot             |                        |               |
| 2005 | Jessica Furrer       | Conway            | Semifinalista (Top 15) |               |
| 2004 | Jennifer Sherrill    | Sherwood          |                        |               |
| 2003 | Taylor Carlisle      | Jacksonville      |                        |               |
| 2002 | Amber Boatman        | Norphlet          |                        |               |
| 2001 | Jessie Davis         | Harrison          |                        |               |
| 2000 | Whitney Moore        | Cabot             |                        |               |
| 1999 | Allison Heavener     | Fort Smith        |                        |               |
| 1998 | Kami Tice            | Huntsville        |                        |               |
| 1997 | Tamara Henry         | Little Rock       |                        |               |
| 1996 | Tiffany Parks        | Jacksonville      |                        |               |
| 1995 | Kristen Bettis       | Camden            |                        |               |
| 1994 | Hannah Hilliard      | Little Rock       |                        |               |
| 1993 | Kati Fish            | Hot Springs       |                        |               |
| 1992 | Jona Garner          | Fayetteville      |                        |               |
| 1991 | Angela Rockwell      | Jonesboro         |                        |               |
| 1990 | Kathryn Harris       | Pine Bluff        |                        |               |
| 1989 | Paige Yandell        | Greenwood         |                        |               |
| 1988 | Melissa Staples      | Calion            |                        |               |
| 1987 | Sheri Smeltzer       | Smackover         |                        |               |
| 1986 | Rhonda Blaylock      | Springdale        |                        |               |
| 1985 | Susan Dean           | Osceola           |                        |               |
| 1984 | Shelly Boyd          | Manila            |                        |               |
| 1983 | Debra Baltz          | Paris             |                        |               |
| 1982 | Terri Utley          | Cabot             | MISS USA 1982          | 5º. Lugar     |
| 1981 | Lynnanne Derryberry  | Jerusalem         |                        |               |
| 1980 | Susie Owens          | Jacksonville      |                        |               |
| 1979 | Cynthia Caldwell     | Jacksonville      |                        |               |
| 1978 | Donna Funderburk     | El Dorado         |                        |               |
| 1977 | Debra Duree          | Texarkana         |                        |               |
| 1976 | Sonia Kay Jines      | Conway            |                        |               |
| 1975 | Robin Fields         | Hot Springd       |                        |               |
| 1974 | Gina Huddle          | Jacksonville      |                        |               |
| 1973 | Christal Phiffer     | Texarkana         |                        |               |
| 1972 | Susan Tichenor       | Little Rock       |                        |               |
| 1971 | Paula Keith          | Little Rock       |                        |               |
| 1970 | Mary Jane Dial       | Sharp             | Semifinalista (Top 16) |               |
| 1969 | Leonette Reed        | Heber Springs     |                        |               |
| 1968 | Ann Smithwick        | North Little Rock | Semifinalista (Top 15) |               |
| 1967 | Katy Wurst           | Fort Smith        |                        |               |
| 1966 | Peggy Jones          | Little Rock       |                        |               |
| 1965 | Jeri Haynie          | Little Rock       |                        |               |
| 1964 | Barbara McGlothlin   | Little Rock       |                        |               |
| 1963 | Cheryl Bechtelheimer | Hope              |                        |               |
| 1962 | Linda Riggan         | Leola             |                        |               |
| 1961 | Mickey Lambert       | Jonesboro         |                        |               |
| 1960 | Gene Chambers        | Fayetteville      |                        |               |
| 1959 | Donna Needham        | Fayetteville      | Semifinalista (Top 15) |               |
| 1958 | Nancy Hill           | Jonesboro         |                        |               |
| 1957 | Helen Garrott        | West Memphis      | Semifinalista (Top 14) |               |
| 1956 | Nancy McCollum       | Marion            | 3º. Lugar              |               |
| 1955 | Margaret Haywood     | Jonesboro         | 2º. Lugar              |               |
| 1954 | Waydine Nesbitt      | Lake Village      | Semifinalista (Top 19) |               |
| 1953 | Jackie Stucker       | West Helena       |                        |               |
| 1952 | Barbara Wathen       | Jonesboro         |                        |               |

## Ligações Externas
- Site Oficial do Miss Arkansas
- Site Oficial do Miss USA
- Site Oficial do Miss Universo